# Poker en 2016
Cet article résume les événements liés au monde du poker en 2016.

## Tournois majeurs

### World Series of Poker 2016
Qui Nguyen remporte le Main Event.

### World Poker Tour Saison 14
| Étape                             | Vainqueur          |
| --------------------------------- | ------------------ |
| Borgata Winter Poker Open         | Christopher Leong  |
| Fallsview Poker Classic           | David Ormsby       |
| LA Poker Classic                  | Dietrich Fast      |
| Bay 101                           | Stefan Schillhabel |
| Rolling Thunder                   | Harrison Gimbel    |
| Vienne                            | Vlad Darie         |
| Seminole Hard Rock Poker Showdown | Justin Young       |
| Seminole Hard Rock Finale         | Chino Rheem        |
| Tournament of Champions           | Farid Yachou       |

### World Poker Tour Saison 15
| Étape                            | Vainqueur           |
| -------------------------------- | ------------------- |
| Canadian Spring Championship     | Seth Davies         |
| Amsterdam                        | Andjelko Andrejevic |
| Choctaw                          | James Mackey        |
| Legends of Poker                 | Pat Lyons           |
| Borgata Poker Open               | Jesse Sylvia        |
| Maryland Live                    | Zachary Smiley      |
| Bounty Scramble                  | Samuel Panzica      |
| Nottingham                       | Luis Rodríguez Cruz |
| Montréal                         | Mike Sexton         |
| Punta Cana                       | Niall Farrell       |
| Prague                           | Oleg Vasylchenko    |
| Five Diamond World Poker Classic | James Romero        |

### European Poker Tour Saison 12
| Étape       | Vainqueur          |
| ----------- | ------------------ |
| PCA         | Mike Watson        |
| Dublin      | Dzmitry Urbanovich |
| Monte-Carlo | Jan Bendik         |

### European Poker Tour Saison 13
| Étape     | Vainqueur         |
| --------- | ----------------- |
| Barcelone | Sebastian Malec   |
| Malte     | Aliaksei Boika    |
| Prague    | Jasper Van Putten |

### Asia Pacific Poker Tour Saison 10
| Étape                      | Vainqueur            |
| -------------------------- | -------------------- |
| Macau Millions             | Yifan Zheng          |
| Aussie Millions            | Alan Engel           |
| Macau Poker Cup 24         | Ying Lin Chua        |
| Manila Megastack 5         | Tzu Lo               |
| Macao                      | Jian Sun             |
| Séoul                      | Albert Park          |
| Manille                    | Linh Tran            |
| Macau Poker Cup 25         | Tom Alner            |
| Melbourne                  | Ashish Gupta         |
| Asia Championship of Poker | Vladimir Geshkenbein |

### Latin American Poker Tour Saison 9
| Étape          | Vainqueur             |
| -------------- | --------------------- |
| PCA            | Georgios Sotiropoulos |
| Viña del Mar   | Rodrigo Strong        |
| Panama         | Andrés Luna           |
| Punta del Este | Pedro Claus           |
| São Paulo      | José Ignacio Barbero  |

### France Poker Series Saison 6
| Étape     | Vainqueur         |
| --------- | ----------------- |
| Monaco    | Stéphane Dossetto |
| Lille     | Fabrice Casano    |
| Deauville | Gabriel Nassif    |

### UK and Ireland Poker Tour Saison 5
| Étape  | Vainqueur          |
| ------ | ------------------ |
| Dublin | Vladas Tamasauskas |

### UK and Ireland Poker Tour Saison 6
| Étape                | Vainqueur        |
| -------------------- | ---------------- |
| Londres              | Usman Siddique   |
| Marbella             | Jonathan Schuman |
| Lille                | Fabrice Casano   |
| Super Series         | Stian Knutsen    |
| Series 10 Birmingham | Ted Spivack      |

### Estrellas Poker Tour Saison 7
| Étape     | Vainqueur                |
| --------- | ------------------------ |
| Madrid    | Pablo Gordillo Caballero |
| Marbella  | Jonathan Schuman         |
| Barcelone | Mohamed Samri            |

### Italian Poker Tour Saison 7
| Étape                     | Vainqueur     |
| ------------------------- | ------------- |
| Saint-Vincent Grand Final | Balazs Somodi |

### Italian Poker Tour Saison 8
| Étape                           | Vainqueur          |
| ------------------------------- | ------------------ |
| Saint-Vincent                   | Éric Joss          |
| Saint Vincent Spécial Knock-Out | Francesco Elefante |
| Malte                           | Ismael Bojang      |

### Eureka Poker Tour Saison 6
| Étape    | Vainqueur          |
| -------- | ------------------ |
| Rozvadov | Iván Luca          |
| Bucarest | Avishai Shitrit    |
| Hambourg | Dinesh Alt         |
| Prague   | Hubert Matuszewski |

### Aussie Millions Poker Championship 2016
Alan Engel remporte le Main Event, Fabian Quoss le High Roller et Steve O'Dwyer le Super High Roller.

## Poker Hall of Fame
Todd Brunson et Carlos Mortensen sont intronisés.

## Divers
Le 24 août, PokerStars annonce qu'à compter de début 2017, toutes ses séries de tournois (European Poker Tour, Asia Pacific Poker Tour, Latin American Poker Tour, France Poker Series, UK and Ireland Poker Tour, Estrellas Poker Tour, Italian Poker Tour et Eureka Poker Tour) seront fusionnées dans le PokerStars Championship et le PokerStars Festival,.